# Svalbard
Svalbard (phát âm tiếng Na Uy: [ˈsvɑːlbɑː, ˈsvɑl-]) là một quần đảo tại vùng Bắc Cực, là phần cực bắc của Na Uy. Quần đảo nằm cách 400 dặm về phía bắc của đại lục châu Âu, nằm giữa đại lục Na Uy và Bắc Cực. Nhóm đảo trải dài từ 74° đến 81° vĩ Bắc (bên trong vòng Bắc Cực), và từ 10° đến 35° độ kinh Đông. Spitsbergen là hòn đảo lớn nhất, tiếp theo là hai đảo Nordaustlandet và Edgeøya. Trung tâm hành chính là Longyearbyen, các điểm định cư khác bao gồm cộng đồng khai mỏ người Nga Barentsburg, cộng đồng nghiên cứu Ny-Ålesund và khu khai mỏ Sveagruva. Quần đảo do Thống đốc Svalbard quản lý.
Quần đảo ban đầu được sử dụng như là một căn cứ cho hoạt động săn bắt cá voi vào thế kỷ 17 và 18, sau đó bị bỏ hoang. Việc khai thác than bắt đầu vào đầu thế kỷ 20, và một số cộng đồng đã được thiết lập. Hiệp ước Svalbard vào năm 1920 đã công nhận chủ quyền của Na Uy đối với quần đảo, và Đạo luật Svalbard 1925 đã cho phép Svalbard trở thành một phần đầy đủ của Vương quốc Na Uy. Đạo luật này cũng biến Svalbard trở thành một khu kinh tế tự do và một khu phi quân sự. Store Norske của Na Uy và Arktikugol của Nga là các công ty khai mỏ duy nhất còn lại trên quần đảo. Hoạt động nghiên cứu và du lịch đã trở thành những ngành kinh tế phụ quan trọng. Hai cơ sở nghiên cứu chính của quần đảo là University Centre in Svalbard và Hầm hạt giống Toàn cầu Svalbard. Không có dường bộ kết nối giữa các khu định cư; thay vào đó người ta phải dùng xe trượt tuyết, máy bay và tàu để đi lại. Sân bay Svalbard, Longyear là cửa ngõ chính của quần đảo với phần còn lại của thế giới.
Quần đảo có khí hậu vùng cực, song nhiệt độ tại đây cao hơn đáng kể so với các khu vực khác có cùng vĩ độ. Thực vật của Svalbard tận dụng được lợi thế có thời kỳ ban ngày vùng cực kéo dài để bù đắp cho ban đêm vùng cực. Svalbard là nơi sinh sản của nhiều loài chim biển, và cũng là nơi cư trú của gấu trắng Bắc Cực, tuần lộc và các loài động vật có vú hải dương. Bảy vườn quốc gia và 23 khu bảo tồn thiên nhiên phần lớn chưa bị con người tác động và có môi trường mỏng manh. 60% diện tích quần đảo là các sông băng, và các hòn đảo có nhiều núi và vịnh hẹp.

## Địa lý

Một bản đồ địa hình của Svalbard

Svalbard là một quần đảo nằm giữa Bắc Băng Dương, biển Barents, biển Greenland và biển Na Uy, tạo thành phần cực bắc của Na Uy. Hiệp ước định nghĩa Svalbard là tất cả các đảo, đảo nhỏ và đá từ 74° đến 81° độ vĩ Bắc, và từ 10° đến 35° độ kinh Đông. Diện tích đất liền của quần đảo là 61.022 km2 (23.561 dặm vuông Anh), và riêng hòn đảo Spitsbergen đã chiếm hơn một nửa diện tích đất liền của cả quần đảo, tiếp theo là hai đảo Nordaustlandet và Edgeøya. Tất cả các khu định cư đều nằm tại Spitsbergen, ngoại trừ các trạm khí tượng tại Bjørnøya và Hopen. Nhà nước Na Uy nắm quyền sở hữu tất cả các vùng đất không có ai đòi hỏi, tức 95,2% diện tích quần đảo, tại thời điểm hiệp ước Svalbard có hiệu lực; Store Norske sở hữu 4%, Arktikugol sở hữu 0,4%, trong khi các chủ sở hữu tư nhân khác nắm 0.4% diện tích hòn đảo.
Svalbard nằm ở góc tây bắc của mảng Á-Âu. Ở phía nam và đông, đáy biển nông với độ sâu 200 đến 300 mét (660 đến 980 ft), trong khi ở phía bắc và phía tây đấy biển thể sâu đến khoảng 4 kilômét (2,5 mi). Phía bắc Svalbard là băng biển và Bắc Cực, và ở phía nam là đại lục Na Uy. Hai quần đảo Đất Franz Josef và Novaya Zemlya của Nga nằm ở phía đông, Greenland nằm ở phía tây.
Do nằm ở phía bắc của vòng Bắc Cực, Svalbard có cả mặt trời lúc nửa đêm vào mùa hè và ban đêm vùng cực trong mùa đông. Ở 74° độ vĩ Bắc, mặt trời lúc nửa đêm kéo dài trong 99 ngày còn ban đêm vùng cực kéo dài 84 ngày, còn con số tương ứng tại 81° độ vĩ Bắc là 141 và 128 ngày. Tại Longyearbyen, mặt trời lúc nửa đêm kéo dài từ 20 tháng 4 cho đến 23 tháng 8, và ban đêm vùng cực kéo dài từ 26 tháng 10 đến 15 tháng 2. Vào mùa đông, sự kết hợp giữa trăng tròn và phản xạ của tuyết có thể khiến cho ánh sáng sáng thêm.
Sông băng chiếm 36.502 km2 (14.094 dặm vuông Anh) hay 60% diện tích của Svalbard; 30% là đá cằn cỗi còn 10% có cây cối mọc. Sông băng lớn nhất là Austfonna (8.412 km2 (3.248 dặm vuông Anh)) tại Nordaustlandet, tiếp theo là Đất Olav V và Vestfonna. Trong mùa hè, có thể trượt tuyết từ Sørkapp ở phía nam đến phía bắc của Spitsbergen, chỉ có một khoảng cách ngắn không bị tuyết hay sông băng bao phủ. Kvitøya bị sông băng bao phủ 99,3% diện tích.
Địa mạo của Svalbard được tạo thành thông qua các kỷ băng hà đi lặp lại, nơi các sông băng cắt qua cao nguyên trước đây hình thành nên các vịnh hẹp, thung lũng và dãy núi. Đỉnh cao nhất tại quần đảo Svalbard là Newtontoppen (1.713 m (5.620 ft)), tiếp theo là Perriertoppen (1.712 m (5.617 ft)), Ceresfjellet (1.675 m (5.495 ft)), Chadwickryggen (1.640 m (5.380 ft)) và Galileotoppen (1.637 m (5.371 ft)). Vịnh hẹp dài nhất là Wijdefjorden (108 km (67 mi)), tiếp theo là Isfjorden (107 km (66 mi)), Van Mijenfjorden (83 km (52 mi)), Woodfjorden (64 km (40 mi)) và Wahlenbergfjorden (46 km (29 mi)). Svalbard từng phải chịu một trận động đất mạnh nhất từng được ghi nhận tại Na Uy vào ngày 6 tháng 2009, lên đến 6,5 độ Richter.

## Lịch sử

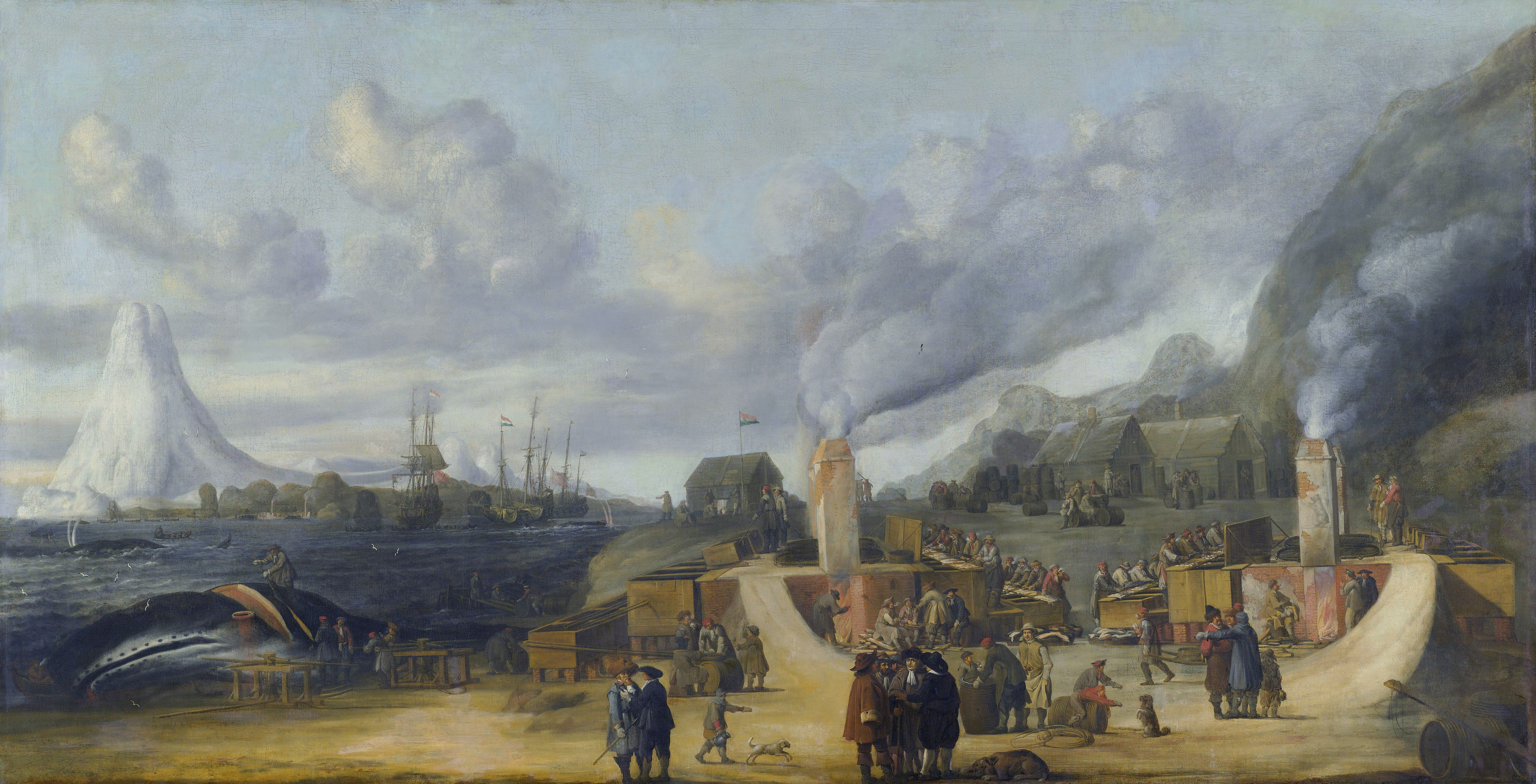
Trạm săn bắt cá voi của phòng thương mại Amsterdam thuộc Công ty Phương Bắc tại Smeerenburg, do Cornelis de Man vẽ (1639), song dựa trên một bức họa của một Dansk hvalfangststation (trạm săn bắt cá voi Đan Mạch) của A.B.R. Speeck (1634), miêu tả cho trạm của Đan Mạch tại vịnh Copenhagen (Kobbefjorden).

Những người Scandinavia có thể đã khám phá ra Svalbard từ thế kỷ thứ 12. Các miêu tả cổ xưa của người Norse còn tồn tại đã viết một vùng đất được gọi là Svalbarð, nghĩa "bờ biển lạnh lẽo", mặc dù đây có thể là để đề cập đến Jan Mayen, hoặc một phần phía đông của Greenland. Sự hiểu biết đương thời là cả Svalbard và Greenland đều được kết nối với đại lục châu Âu. Trong khoảng thời gian đó, quần đảo có thể đã được sử dụng để phục vụ cho hoạt động đánh cá và săn bắn. Một người Hà Lan tên là Willem Barentsz đã khám phá ra Svalbard một cách không tranh cãi vào năm 1596, trong một nỗ lực để tìm hải lộ Phương Bắc. Năm 1604, một tàu của Anh đã ghé vào đảo Bjørnøya và bắt đầu săn bắn hải tượng; tiếp theo là những cuộc thám hiểm thường niên. Từ năm 1611, Spitsbergen trở thành một căn cứ cho hoạt động đánh bắt cá voi, mục tiêu của họ là cá voi đầu cong. Do khu vực này lúc đó là nơi vô luật lệ, các công ty và chính quyền Anh, Đan Mạch, Hà Lan và Pháp đã cố gắng sử dụng vũ lực để ngăn không cho tàu của nước khác đi vào.
Smeerenburg là một trong các khu định cư đầu tiên, nó được Hà Lan thành lập năm 1619. Các căn cứ nhỏ hơn cũng được người Anh, Đan Mạch và Pháp xây dựng. Ban đầu, các tiền đồn này chỉ đơn thuần là các trại mùa hè, song từ đầu thập niên 1630, một vài cá nhân đã qua đông tại đó. Đánh bắt cá voi tại Spitsbergen kéo dài cho đến thập niên 1820, khi những người săn cá voi người Hà Lan, Anh và Đan Mạch chuyển đến những nơi khác tại vùng Bắc Cực. Cuối thế kỷ 17, những thợ săn người Nga cũng đã đến quần đảo; họ qua đông trên đảo với quy mô lớn hơn và săn các loài động vật có vú trên cạn như gấu trắng và cáo Bắc Cực. Sau khi các tàu của người Anh phá hủy hầu hết đội tàu của người Nga vào năm 1812, các hoạt động của người Nga tại Svalbard bị thu hẹp, và không còn tồn tại kể từ thập niên 1820. Các thợ săn người Na Uy, chủ yếu là săn hải tượng, đã bắt đầu từ thập niên 1790, song cũng đã bị chấm dứt cùng thời gian khi mà các tàu Nga dời đi. Hoạt động săn bắn cá voi tiếp tục diễn ra xung quanh Spitsbergen cho đến thập niên 1830, và xung quanh Bjørnøya cho đến thập niên 1860.

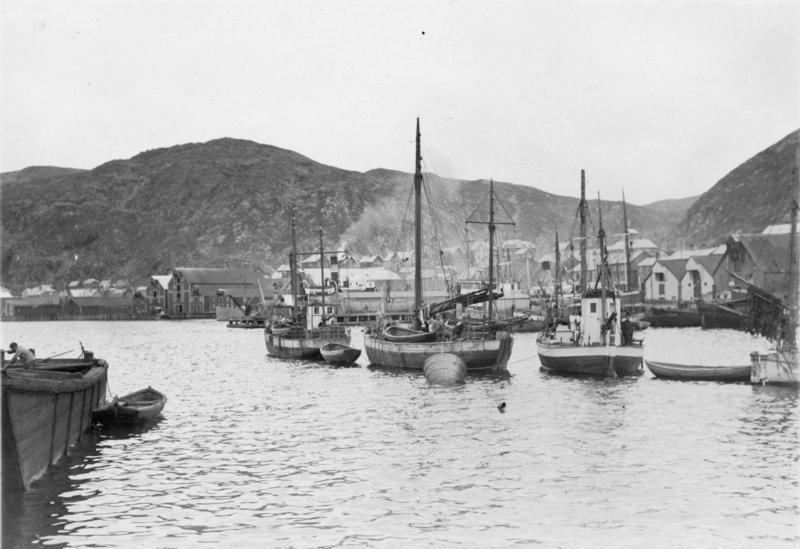
Longyearbyen vào năm 1925

Đến thập niên 1890, Svalbard trở thành một điểm dừng chân cho các cuộc du lịch đến vùng Bắc Cực, tài nguyên than đá được tìm thấy và quần đảo được sử dụng làm căn cứ cho hoạt động thám hiểm Bắc Cực. Việc khai thác đầu tiên được người Na Uy tiến hành quanh Isfjorden vào năm 1899; đến năm 1904, người Anh đã hình thành mỏ của họ tại Adventfjorden và bắt đầu các hoạt động trong suốt cả năm lần đầu tiên. Sản lượng than tại Longyearbyen bắt đầu được người Mỹ chú ý vào năm 1908; và Store Norske được thành lập vào năm 1916, cũng như các quyền lợi khác của Na Uy trong chiến tranh, một phần bằng cách mua lại các lợi ích của Hoa Kỳ.
Cuộc thảo luận để xác lập chủ quyền đối với quần đảo bắt đầu vào thập niên 1910, song đã bị gián đoạn trong Chiến tranh thế giới thứ nhất. Ngày 9 tháng 2 năm 1920, sau Hội nghị Hòa bình Paris, hiệp ước Svalbard được ký kết, theo đó Na Uy có đầy đủ chủ quyền với quần đảo. Tuy nhiên, tất cả các nước ký kết đã được cấp quyền không phân biệt đối xử về đánh cá, săn bắn và khai thác tài nguyên khoáng sản. Hiệp ước có hiệu lực vào ngày 14 tháng 8 năm 1925, cùng thời điểm với đạo luật Svalbard quy định về quần đảo và thống đốc đầu tiên, Johannes Gerckens Bassøe, nhậm chức. Quần đảo xưa kia được biết đến với cái tên Spitsbergen, và đảo chính của nó được gọi là Tây Spitsbergen. Từ thập niên 1920, Na Uy đã đổi tên quần đảo thành Svalbard, và đảo chính mang tên là Spitsbergen. Kvitøya, Đất Kong Karls, Hopen và Bjørnøya không được coi là một phần của quần đảo Spitsbergen. Người Nga xưa kia gọi quần đảo là Grumant (Грумант). Liên Xô duy trì tên gọi Spitsbergen (Шпицберген) để ủng hộ cho tuyên bố không có tư liệu rằng người Nga đã phát hiện ra quần đảo đầu tiên. Năm 1928, nhà thám hiểm người Ý là Umberto Nobile và phi hành đoàn của phi thuyền Italia đã rơi trên băng biển ngoài khơi bờ biển đảo Foyn. Những nỗ lực cứu hộ sau đó đã được báo chí đăng tải rộng rãi và Svalbard do vậy đã được biết đến nhiều trong một thời gian ngắn.

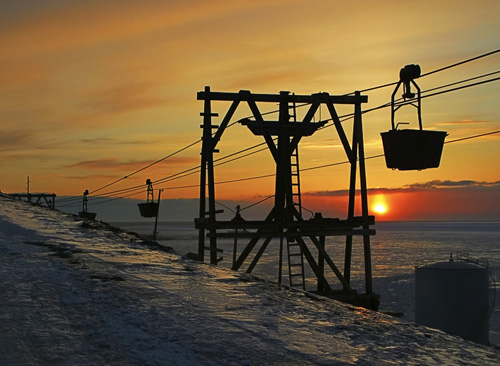
Đường xe điện trên không bỏ hoang, trước đây được sử dụng để vận chuyển than đá

Trong Chiến dịch Gauntlet năm 1941, tất cả người dân của các khu định cư Na Uy và Liên Xô đều đã được sơ tán, người Đức hiện diện để thiết lập một tiền đồn khí tượng, mặc dù một đơn vị đồn trú nhỏ của Na Uy đã được giữ lại trên đảo Spitsbergen. Chiến dịch Zitronella của Đức đã chiếm đơn vị đồn trú này bằng vũ lực vào năm 1943, và đồng thời phá hủy các khu định cư Longyearbyen và Barentsburg. Sau chiến tranh, Liên Xô đề xuất Na Uy và Liên Xô cùng quản lý và phòng thủ quân sự tại Svalbard. Điều này đã bị Na Uy bác bỏ vào năm 1947, nước này gia nhập NATO hai năm sau đó. Liên Xô duy trì hoạt động dân sự ở mức độ cao tại Svalbard, một phần để đảm bảo rằng quần đảo này không bị NATO sử dụng.
Sau chiến tranh, Na Uy đã tái lập các hoạt động tại Longyearbyen và Ny-Ålesund, trong khi Liên Xô tái lập mỏ tại Barentsburg, Pyramiden và Grumant. Mỏ Ny-Ålesund đã xảy ra một vài tai nạn, giết chết 71 người trong khi nó hoạt động từ năm 1945 đến 1954 và từ 1960 đến 1963. Vụ việc Kings Bay, có nguyên nhân từ tai nạn đã giết chết 22 công nhân vào năm 1962, đã khiến cho nội các thứ ba của Einar Gerhardsen phải từ chức. Từ năm 1964, Ny-Ålesund trở thành một tiền đồn nghiên cứu, và là một cơ sở của Cơ quan Nghiên cứu Không gian châu Âu. Việc khoan thăm dò dầu khí được bắt đầu vào năm 1963 và tiếp tục cho đến năm 1984, song đã không tìm ra mỏ nào có tính thương mại. Từ năm 1960, có các chuyến bay thuê bao đều đặn từ đất liền đến một khu khai thác tại Hotellneset; Năm 1975, sân bay Svalbard, Longyear mở cửa, cho phép các chuyến bay có thể tiến hành quanh năm.

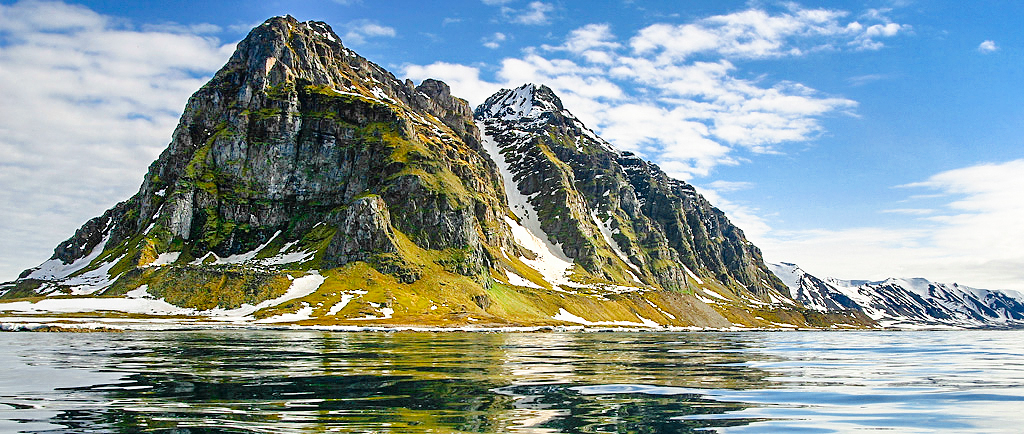
Prins Karls Forland được bảo vệ với danh nghĩa Vườn quốc gia Forlandet vào năm 1973

Trong thời gian Chiến tranh Lạnh, hai phần ba dân số trên quần đảo là công dân Liên Xô (một phần ba còn lại là người Na Uy), và tổng dân số quần đảo là gần 4.000 người. Các hoạt động của người Nga đã suy giảm đáng kể sau đó, số người Nga giảm từ 2.500 đến 450 người từ năm 1990 đến 2010. Grumant bị đóng cửa sau khi nguồn khoáng sản cạn kiệt vào năm 1962. Pyramiden bị đóng cửa vào năm 1998, và từ năm 2006, không có chút than đá nào được xuất khẩu từ Barentsburg. Cộng đồng người Nga cũng phải trải qua hai tai nạn hàng không, Chuyến bay 2801 của Vnukovo Airlines, đã giết chết 141 người, và tai nạn máy bay trực thăng Heerodden.
Longyearbyen vẫn là một đô thị công ty thuần túy cho đến năm 1989, khi các tiện ích, văn hóa và giáo dục được tách ra thành Svalbard Samfunnsdrift. Năm 1993, nó được bán cho chính phủ quốc gia, và University Centre được thành lập. Qua thập niên 1990, hoạt động du lịch tăng lên và thị trấn đã phát triển một nền kinh tế độc lập với Store Norske và khai mỏ. Longyearbyen được thành lập vào ngày 1 thánh 1 năm 2002, có một hội đồng cộng đồng.

## Dân cư

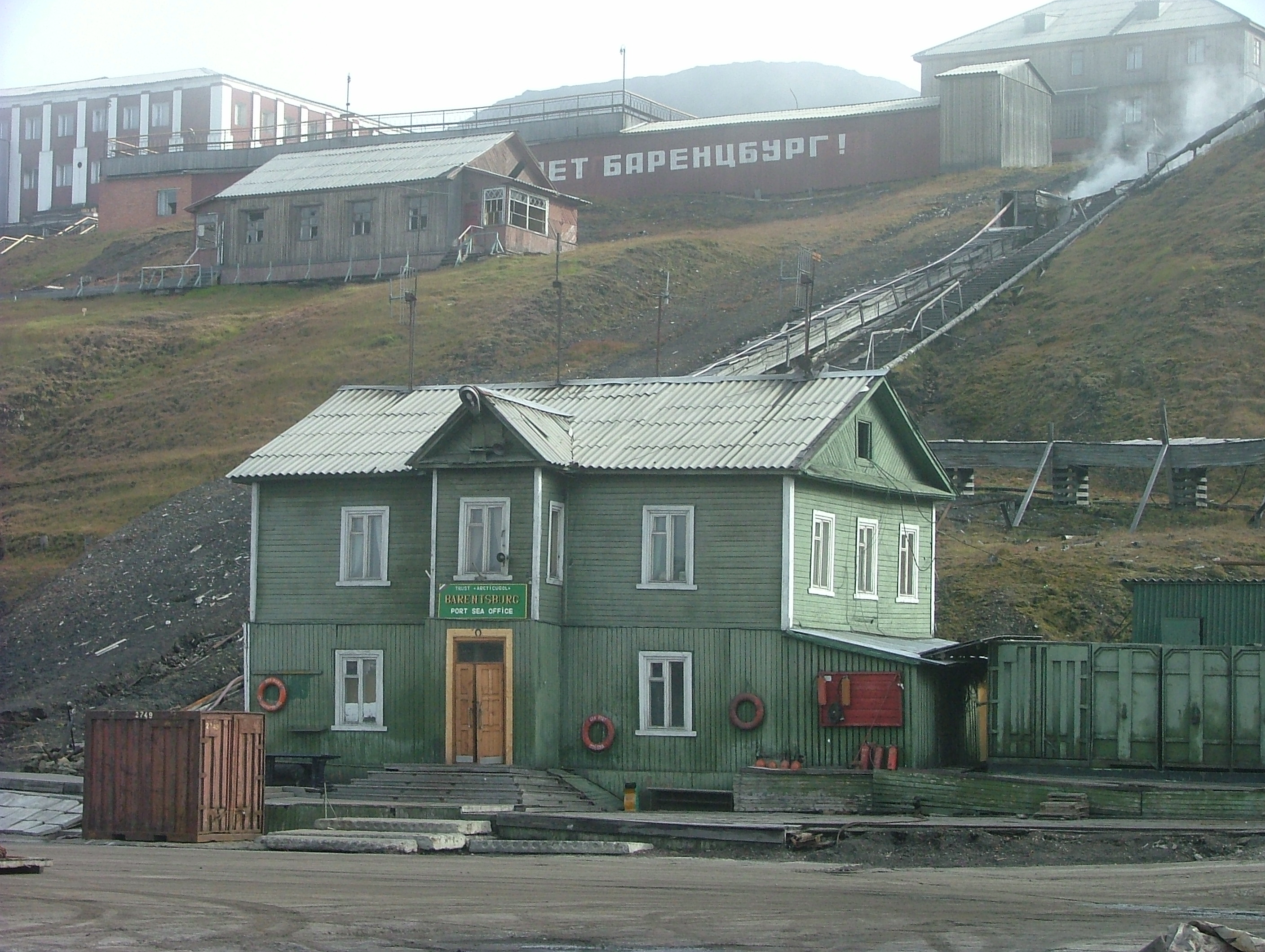
Một ngôi nhà tại Barentsburg

Năm 2009, Svalbard có 2.753 cư dân, trong đó 423 là người Nga và người Ukraina, 10 người Ba Lan và 322 người khác không phải người Na Uy sinh sống tại các điểm định cư Na Uy. Các nhóm cư dân không phải người Na Uy tại lớn nhất vào năm 2005 tại Longyearbyen đến từ Thái Lan, Thụy Điển, Đan Mạch, Nga và Đức. Svalbard là một trong những nơi an toàn nhất trên Trái Đất, hầu như không có tội phạm tại quần đảo.
Longyearbyen là khu định cư lớn nhất tại quần đảo, là trụ sở của thống đốc và là đô thị duy nhất được hợp thành đoàn thể. Đô thị có một bệnh viện, trường tiểu học và trung học, đại học, trung tâm thể thao với một bể bơi, thư viện, trung tâm văn hóa, rạp chiếu phim,
 xe buýt vận chuyển, khách sạn, một ngân hàng, và một vài bảo tàng. Tờ báo Svalbardposten được xuất bản hàng tuần. Chỉ có một phần nhỏ của hoạt động khai mỏ còn tồn tại ở Longyearbyen; thay vào đó, các công nhân đi đến Sveagruva (hay Svea) để làm việc tại một mỏ mà Store Norske đang tiến hành khai thác. Sveagruva là một đô thị tập thể, các công nhân đến làm việc từ Longyearbyen trên cơ sở hàng tuần.

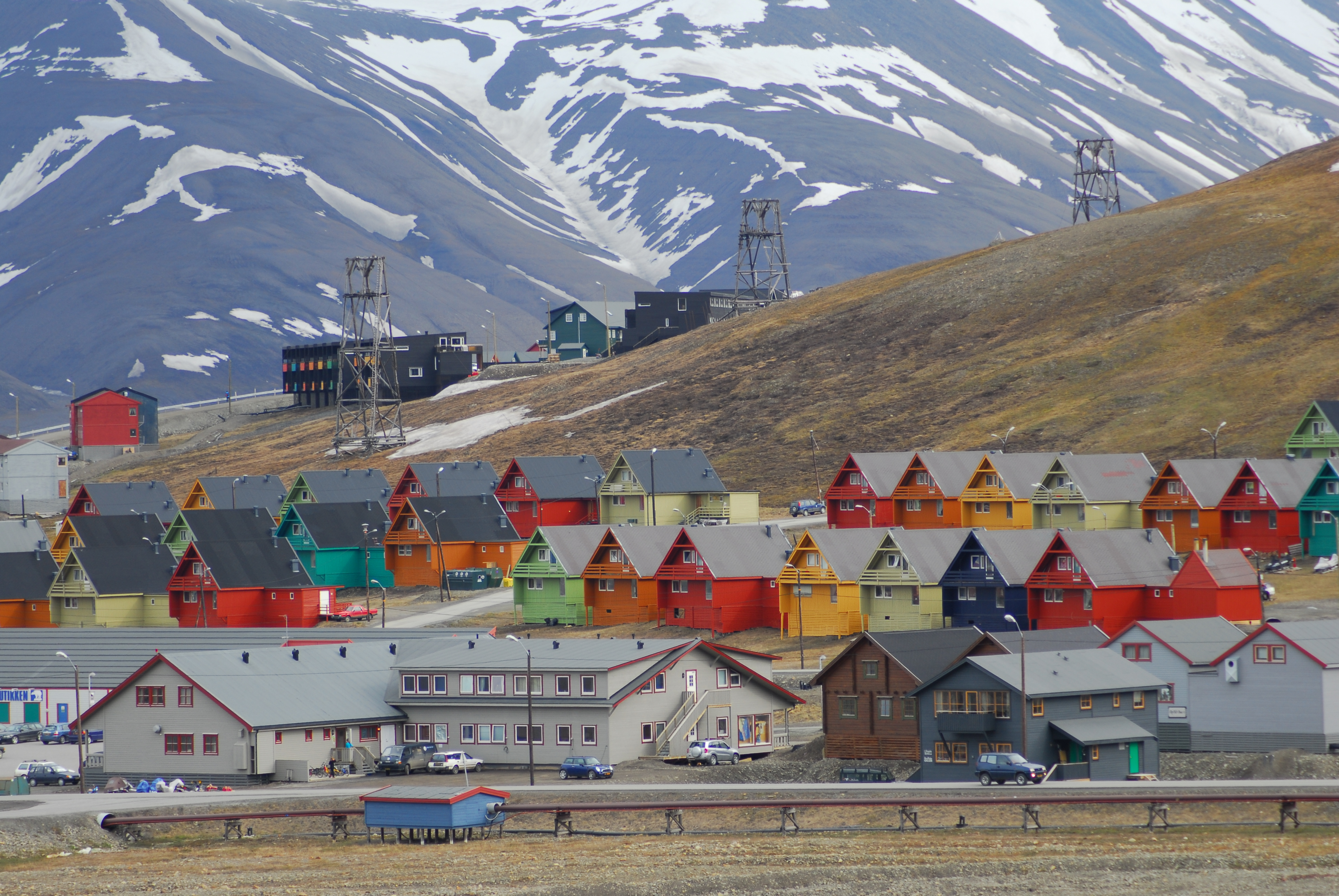
Các ngôi nhà công ty tại Longyearbyen

Ny-Ålesund là một khu định cư lâu dài hoàn toàn phục vụ cho mục đích nghiên cứu. Ban đầu là một đô thị mỏ, nó vẫn là một đô thị công ty do Kings Bay của chính phủ Na Uy điều hành. Trong khi có một số hoạt động du lịch tại làng, chính quyền Na Uy giới hạn việc tiếp cận tiền đồn nghiên cứu để giảm thiểu tác động đối với công tác khoa học. Ny-Ålesund có dân số mùa đông là 35 và dân số mùa hè là 180. Viện Khí tượng Na Uy có các tiền đồn tại Bjørnøya và Hopen, với lần lượt mười và bốn người làm việc. Cả hai tiền đồn cũng có các nhà ở tạm thời cho nhân viên nghiên cứu. Ba Lan điều hành trạm Bắc Cực Ba Lan tại Hornsund, với mười người cư trú thường xuyên.
Barentsburg là khu định cư duy nhất còn lại của người Nga tại quần đảo Svalbard, sau khi Pyramiden bị bỏ vào năm 1998 (mặc dù tháng 4 năm 2010, vẫn có một cộng đồng người Nga nhỏ gồm 15 đến 20 người tại Pyramiden, tham gia chủ yếu vào việc tháo dỡ và vận chuyển các thiết bị còn sử dụng được đến Barentsburg). Barentsburg là một đô thị công ty, tất cả tiện nghi đều thuộc sở hữu của Arktikugol, một công ty hoạt động trong ngành than, mặc dù hoạt động của nó đã bị tạm dừng từ năm 2006. Ngoài các cơ sở khai thác khoáng sản, Arktikugol cũng mở một khách sạn và một cửa hàng lưu niệm, phục vụ cho các du khách tham gia các chuyến đi từ Longyearbyen. Ngôi làng có các tiện ích như trường học, thư viện, trung tâm thể thao, trung tâm cộng đồng, bể bơi, trang trại và nhà kính. Pyramiden cũng có các tiện ích tương tự; cả hai đều được xây dựng theo phong cách kiến trúc điển hình thời Hậu Chiến tranh thế giới thứ hai và có hai tượng Lenin nằm ở xa nhất về phương Bắc và các tác phẩm nghệ thuật hiện thực xã hội chủ nghĩa khác.
Theo thống kê hiện nay các tôn giáo ở Svalbard phân ra như sau: Kháng Cách dòng Giáo hội Luther 85.7%, Chính Thống giáo 1%, Công giáo Rôma 1%, Cơ đốc giáo khác 2.4%, Hồi giáo 1.8%, tôn giáo khác 8.1%

## Chính trị

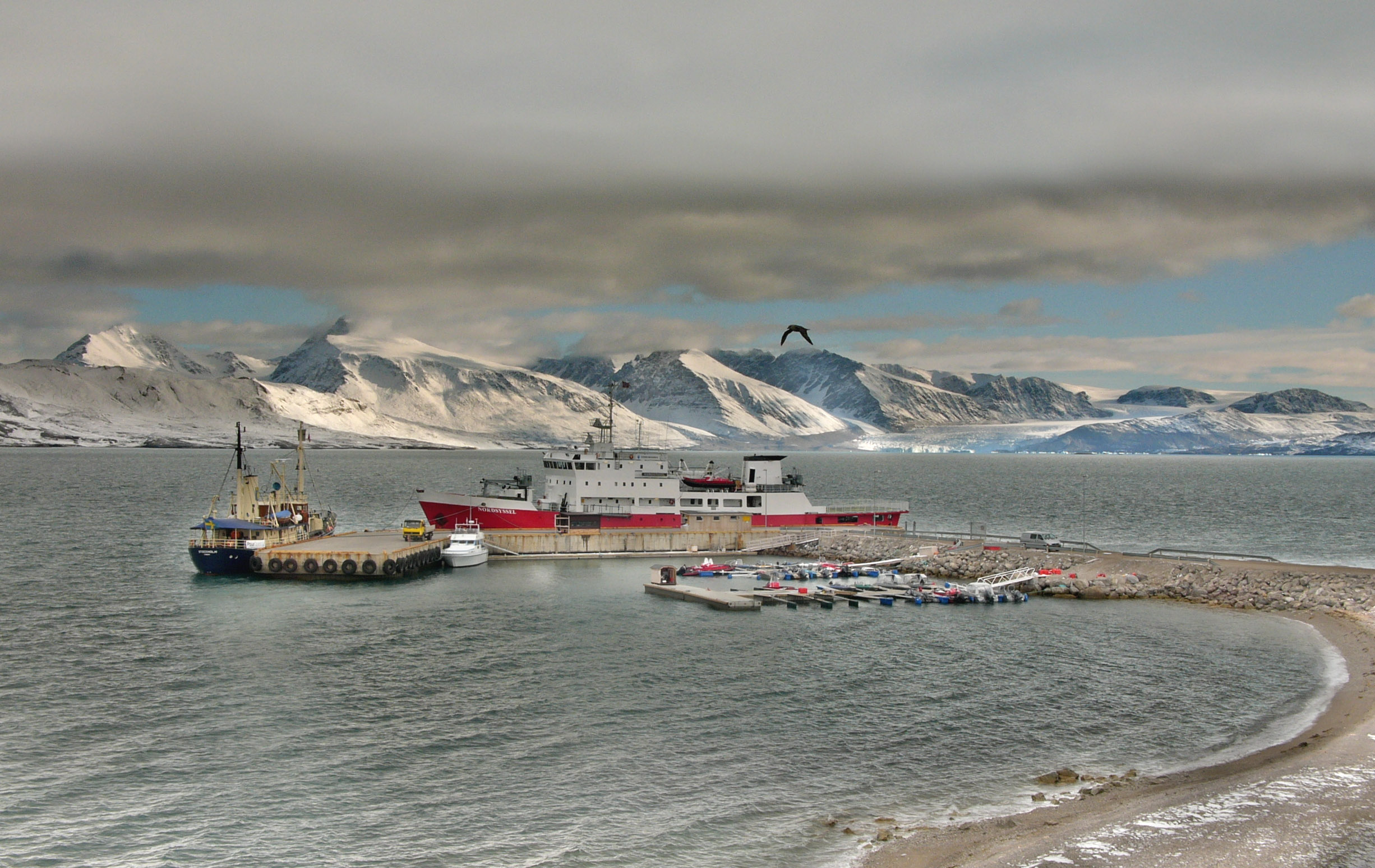
MS Nordsyssel, thuyền của Thống đốc, vào bến tàu ở Ny-Ålesund

Hiệp ước Svalbard vào năm 1920 đã trao đầy đủ chủ quyền của quần đảo cho Na Uy. Quần đảo không giống như Lãnh thổ Nam Cực thuộc Na Uy, nó là một phần của Vương quốc Na Uy và không phải là một lãnh thổ phụ thuộc. Hiệp ước có hiệu lực vào năm 1925, theo sau là Đạo luật Svalbard. Tất cả bốn mươi nước tham gia ký kết hiệp ước đều có quyền tiến hành các hoạt động thương mại tại quần đảo mà không có sự phân biệt đối xử, mặc dù tất cả các hoạt động đều là đối tượng áp dụng của luật pháp Na Uy. Hiệp ước giới hạn quyền của Na Uy đối với việc thu thuế các dịch vụ tài chính tại Svalbard. Do đó, Svalbard có thuế thu nhập thấp hơn so với đất liền Na Uy, và không có thuế giá trị gia tăng. Có một ngân sách riêng cho Svalbard để đảm bảo việc phục tùng. Svalbard là một khu phi quân sự do hiệp ước cấm thành lập các căn cứ quân sự tại quần đảo. Các hoạt động quân sự của Na Uy bị giới hạn, nhiệm vụ giám sát đánh cá là của Lực lượng bảo vệ bờ biển Na Uy do hiệp ước quy định Na Uy có trách nhiệm bảo vệ môi trường.
Đạo luật Svalbard đã thành lập cơ quan Thống đốc Svalbard (tiếng Na Uy: Sysselmannen), người này giữ trách nhiệm của cả thống đốc quận và cảnh sát trưởng, cũng như các quyền lực khác được nhánh hành pháp ban cho. Các nhiệm vụ bao gồm chính sách môi trường, pháp luật gia đình, thực thi pháp luật, tìm kiếm cứu nạn, quản lý du lịch, dịch vụ thông tin, liên lạc với các khu định cư nước ngoài, và phân xử trong một số lĩnh vực thẩm tra hàng hải và kiểm tra tư pháp, mặc dù không bao giờ được hành động tương tự như một cảnh sát. Từ năm 2009, Odd Olsen Ingerø trở thành thống đốc; hỗ trợ ông là một đội ngũ nhân viên gồm 26 người chuyên nghiệp. Cơ quan này trực thuộc Bộ Tư pháp và Cảnh sát, song cũng báo cáo cho các bộ khác về các vấn đề trong nhiệm vụ của họ.

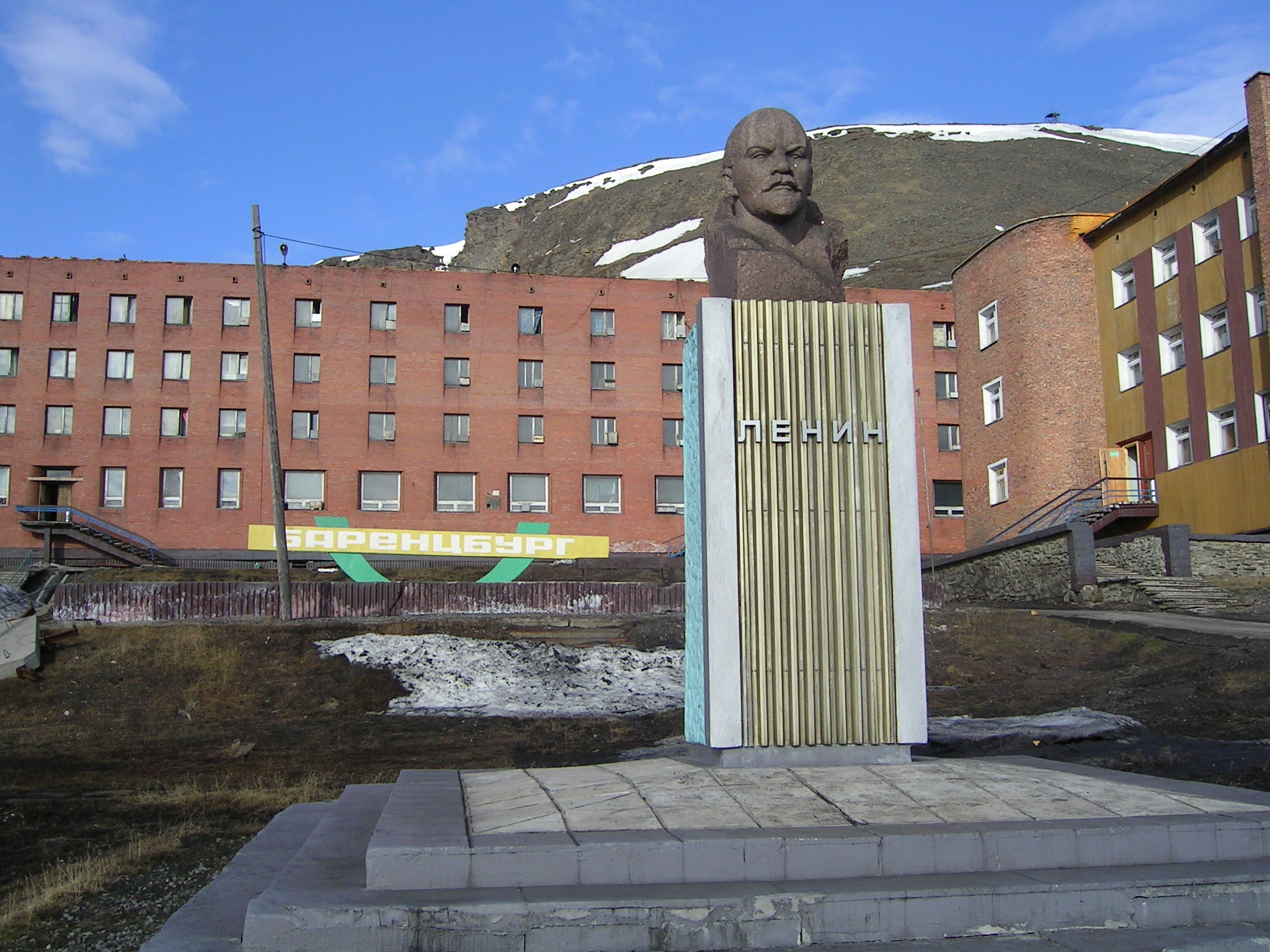
Tượng Lenin tại Barentsburg

Từ năm 2002, Hội đồng cộng đồng Longyearbyen đã có được nhiều trách nhiệm của một khu tự quản, bao gồm các cơ sở vật chất tiện ích, giáo dục, văn hóa, phòng cháy chữa cháy, đường giao thông và cảng. Các dịch vụ chăm sóc hoặc điều dưỡng không có sẵn, cũng không có sẵn tiền trợ cấp xã hội. Các cư dân Na Uy chỉ được giữ lại quyền lương hưu và y tế thông qua các khu tự quản ở đại lục của họ. Bệnh viên của quần đảo là một phần của Bệnh viện Đại học Bắc Na Uy, còn sân bay do công ty Avinor, do nhà nước sở hữu, điều hành. Ny-Ålesund và Barentsburg vẫn duy trì các khu đô thị công ty với tất cả cơ sở hạ tầng thuộc sở hữu tương ứng của Kings Bay và Arktikugol. Các cơ quan cộng cộng khác hiện diện tại Svalbard là Tổng cục Khai mỏ Na Uy, Viện Địa cực Na Uy, Cơ quan Thuế Na Uy và Giáo hội Na Uy. Svalbard phụ thuộc Tòa án quận Nord-Troms và Tòa Phúc thẩm Hålogaland, cả hai đều nằm tại Tromsø.
Mặc dù Na Uy là một thành viên của Khu vực kinh tế châu Âu (EEA) và Hiệp ước Schengen, Svalbard không phải là một phần của khu vực Schengen hay EEA. Các cư dân Svalbard không phải người Na Uy không cần hộ chiếu Schengen, song bị cấm đến Svalbard từ đất liền Na Uy nếu không có nó. Những người không có nguồn thu nhập có thể bị thống đốc từ chối nhập cảnh. Công dân của bất kỳ quốc gia nào từng ký hiệp ước Svalbard đều có thể viếng thăm quần đảo mà không cần thị thực. Nga vẫn duy trì một lãnh sự quán tại Barentsburg.
Vào tháng 9 năm 2010, một hiệp ước đã được ký kết giữa Nga và Na Uy để xác định ranh giới giữa quần đảo Svalbard và quần đảo Novaya Zemlya. Mối quan tâm đến nguồn dầu khí tại vùng Bắc Cực đã thúc đẩy quyết tâm trong việc giải quyết tranh chấp. Thỏa thuận này sẽ mô tả về vị trí tương đối của các quần đảo, hoặc chỉ đơn giản là dựa trên phần mở rộng về phía bắc của biên giới lục địa giữa Nga và Na Uy.